# Ⰸ
Cette page contient des caractères spéciaux ou non latins. S’ils s’affichent mal (▯, ?, etc.), consultez la page d’aide Unicode.
Zemlia (Земля en cyrillique ; capitale Ⰸ, minuscule ⰸ) est la 9e lettre de l'alphabet glagolitique.

## Linguistique
La lettre sert à noter le phonème /z/.

## Historique
La lettre pourrait provenir de la lettre thêta (θ) de l'alphabet grec.

## Représentation informatique
- Unicode :
  - Capitale Ⰸ : U+2C08
  - Minuscule ⰸ : U+2C38